# Самольот
Самольо́т (рос. Самолёт) — присілок у Воткінському районі Удмуртії, Росія. До 2004 року мало статус виселка.
Населення становить 2 осіб (2010, 11 у 2002).
Національний склад (2002):
- росіяни — 46 %
- удмурти — 36 %

Урбаноніми:
- вулиці — Жбанівка, Радянська